# Psilops paeminosus
Psilops paeminosus — вид ящірок родини гімнофтальмових (Gymnophthalmidae). Ендемік Бразилії.

## Поширення і екологія
Psilops paeminosus мешкають в штатах Сержипі і Баїя на північному сході Бразилії. Вони живуть на піщаних дюнах в долині річки Сан-Франсиску та в сухих заростях каатинги.

## Збереження
МСОП класифікує стан збереження цього виду як близький до загрозливого. Psilops paeminosus загрожує знищення природного середовища.